# محكمة قانون الشركات الوطنية
محكمة قانون الشركات الوطنية هي هيئة شبه قضائية في الهند التي تفصل في القضايا المتعلقة بالشركات الهندية. وقد أنشئت المحكمة بموجب قانون الشركات 2013 وتم تشكيلها في 1 يونيو 2016 من قبل حكومة الهند وتستند إلى توصية من بالاكريشنا إرادي لجنة القانون المتعلق بالإعسار وتصفية الشركات.
يتم التخلص من جميع الإجراءات بموجب قانون الشركات ، بما في ذلك الإجراءات المتعلقة بالتحكيم والتسوية والترتيبات وإعادة البناء وتصفية الشركات من قبل المحكمة الوطنية لقانون الشركات. يرأس مجلس NCLT عضوًا قضائيًا من المفترض أن يكون قاضيًا متقاعدًا أو قاضيًا في المحكمة العليا وعضوًا تقنيًا يجب أن يكون من دائرة قانون الشركات الهندية ، ICLS Cadre.
المحكمة الوطنية لقانون الشركات هي سلطة الفصل في عملية تسوية إفلاس الشركات والشراكات ذات المسؤولية المحدودة بموجب قانون الإعسار والإفلاس لعام 2016.
لا يجوز لأي محكمة جنائية أن تتمتع بالاختصاص القضائي للنظر في أي دعوى أو إجراء فيما يتعلق بأي مسألة مخولة للمحكمة أو محكمة الاستئناف للفصل فيها بموجب أو بموجب هذا القانون أو أي قانون آخر في الوقت الحالي ولا يجوز منح أي أمر قضائي من قبل أي محكمة أو سلطة أخرى فيما يتعلق بأي إجراء تم اتخاذه أو سيتم اتخاذه وفقًا لأي سلطة ممنوحة بواسطة أو بموجب هذا القانون أو أي قانون آخر في الوقت الحالي ، من قبل المحكمة أو محكمة الاستئناف.
تضم المحكمة ستة عشر مقعدًا ، ستة منهم في نيودلهي (أحدهم هو المنصة الرئيسية) واثنان في أحمد آباد ، وواحد في براياجراج ، وواحد في بنغالورو ، وواحد في شانديغار ، واثنان في تشيناي ، وواحد في كوتاك ، وواحد في جواهاتي ، وثلاثة في حيدر أباد. واحد في أمارافاتي وواحد في جايبور وواحد في كوتشي واثنان في كولكاتا وخمسة في مومباي. من بين المقعدين الجديدين اللذين تمت الموافقة على إنشائهما ، واحد في كل من Indorean و Amaravati ، لم يتم إخطار مقعد Indore بعد. باستثناء مقاعد أمارافاتي ، تم إخطار جميع المقاعد كمقاعد تقسيم. القاضي م. تم تعيين كومار ، وهو رئيس متقاعد للمحكمة العليا لجامو وكشمير ، رئيسًا للمحكمة.
تتمتع محكمة قانون الشركات الوطنية بالسلطة بموجب قانون الشركات للفصل في الإجراءات:
1. بدأت قبل مجلس قانون الشركات بموجب القانون السابق (ال قانون الشركات لعام 1956);
2. في انتظار قبل مجلس إعادة الإعمار الصناعي والمالي، بما في ذلك تلك المعلقة بموجب قانون الشركات الصناعية المريضة (الأحكام الخاصة) لعام 1985;
3. قيد النظر أمام هيئة الاستئناف لإعادة الإعمار الصناعي والمالي؛ و
4. فيما يتعلق بادعاءات القمع وسوء إدارة الشركة ، وتصفية الشركات وجميع السلطات الأخرى المنصوص عليها في قانون الشركات.

## الطعون
يجوز استئناف قرارات المحكمة أمام محكمة الاستئناف الخاصة بقانون الشركات الوطنية ، والتي يمكن استئناف قراراتها أيضًا أمام المحكمة العليا في الهند بشأن نقطة قانونية. أيدت المحكمة العليا في الهند قانون الإعسار والإفلاس بالكامل

## روابط خارجية
- الموقع الرسمي
- محكمة قانون الشركات الوطنية الأخبار التي تم جمعها والتعليق في بلومبيرجكوينت